# Hakusensha
Hakusensha, Inc. (株式会社白泉社 (Chu thức hội xã Bạch Tuyền Xã) Kabushiki-kaisha Hakusensha) là một công ty xuất bản Nhật Bản, được đặt trụ sở ở Chiyoda, Tokyo, Nhật Bản., chủ yếu phát hành các tạp chí truyện tranh với nhiều thể loại, ngoài ra cũng tham gia sản xuất các game, anime,... liên quan đến các loạt truyện của họ.

## Tổng quan

### Lịch sử
Hakusensha được thành lập ngày 1 tháng 12 năm 1973 bởi Shueisha, nhưng hiện là một công ty độc lập dù vẫn là một phần của Hitotsubashi Group cùng với Shueisha và Shogakukan.
Source:

### Media Mix
Bên cạnh việc xuất bản, công ty cũng phát hành Drama CDs những bộ truyện của các tạp chí như Hana to Yume Series (花とゆめシリーズ Hana to Yume Series), Bessatsu Hana to Yume Series (別冊花とゆめシリーズ Bessatsu Hana to Yume Series), LaLa Series (LaLaシリーズ LaLa Series), Young Animal Series (ヤングアニマルシリーズ Young Animal Series) and HanaMaru Series (花丸シリーズ HanaMaru Series).
Ngoài ra, công ty cũng tham gia vào các sản phẩm game, phim truyền hình, nhạc kịch, radio shows, anime...Source:

## Xuất bản

### Các tạp chí
- Hana to Yume
- Bessatsu Hana to Yume
- The Hana to Yume
- LaLa
- LaLa DX
- Shōnen Jets (đã ngừng)
- Melody
- Silky
- Young Animal
- Young Animal Arashi
- HanaMaru Black
- Le Paradis
- yuria 100 shiki

### Khác
- Shōsetsu HanaMaru
- Moe

### Ấn hiệu
Hakusensha xuất bản sách và manga của nó dưới những ấn hiệu sau
- Hana to Yume Comics
- Jets Comics
- Hakusensha Ladies Comics
- HanaMaru Comics
- Hakusensha Bunko
- HanaMaru Bunko
- HanaMaru Novels
- HanaMaru Black

Source:

## Giải thưởng
Hakusensha có rất nhiều giải thưởng để khuyến khích mangaka mới hoặc bất cứ ai tham gia những cuộc thi để trở thành một mangaka chuyên nghiệp liên kết với tạp chí của nó. Tất cả những giải thưởng này giúp cho những người mới có thể ra mắt tác phẩm trên những tạp chí tương ứng của Hakusensha cũng như tặng tiền và giải thưởng cho những người dự thi.
Những cuộc thi hay giải thưởng này là Hakusensha Athena Shinjin Taishō (白泉社アテナ新人大賞, Hakusensha Athena Newcomers' Awards), Hana to Yume Mangaka Course (hay viết tắt là HMC), LaLa Mangaka Scout Course (hay còn được biết đến là LMS), LaLa Manga Grand Prix (viết tắt là LMG), Big Challenge Awards, (viết tắt là BC) và các giải thưởng khác.
Source:

## Radio show
Trước đây từng có một radio show được tổ chức bởi seiyū Takehito Koyasu và Atsushi Kisaichi được gọi là Koyasu☆Kisaichi no HanaYume Check ni LaLa Shimasho (子安☆私市の花ゆめチックにLaLaしましょ), phát sóng bởi Nippon Cultural Broadcasting. Radio show này đã kết thúc vào tháng 3 năm 2002 và được tập hợp vào 2 CDs và được bán dưới drama CD imprint của Hakusensha, Hakusensha CD Collection, hay còn gọi là HCD.